# Сухіашвілі Тамаз Нодарович
Тама́з Нода́рович Сухіашві́лі (груз. თამაზ სუხიაშვილი, нар. 25 січня 1978 — пом. 17 січня 2015) — грузинський військовий, військовослужбовець 93-ї окремої механізованої бригади (Україна). Загинув у ході війни на сході України 17 січня 2015 року. Один із «кіборгів».

## Біографія
Тамаз Сухіашвілі народився 25 січня 1978 року в місті Хашурі (Грузія). У 1995 році закінчив середню школу в с. Цхрамуха Хашурського муніципалітету. Протягом двох років проходив строкову службу, після якої записався в батальйон «командос», де прослужив 4 роки. Брав участь у війні в Осетії 2004 року, у російсько-грузинській війні 2008 року, у місіях в Іраку й Афганістані у складі грузинського військового контингенту. Мав звання лейтенанта. З початком війни на сході України у 2014 році залишив службу в загоні особливого призначення МВС Грузії та приїхав в Україну добровольцем, вступивши на службу до 6-ї роти 93-ї окремої механізованої бригади, основою якої стали бійці батальйону Нацгвардії «Донбас».

### Останній бій
17 січня 2015 року Тамаз Сухіашвілі зі своєю 6-ю ротою вийшов на підмогу оточеним бійцям в Донецькому аеропорту. Прорватися не вдалося, техніка відступила, але бійці Тамаза й далі вели бій протягом п'яти годин, завдяки чому з нового термінала аеропорту, де трималися українські бійці, вдалося вивезти поранених. Грузинський лейтенант підірвався на міні, перекривши її своїм тілом, чим врятував життя товаришів. У тому бою, крім Тамаза, загинули ще два українських воїни — старший сержант Віталій Нагорняк та молодший сержант В'ячеслав Лисенко. Зазнали поранень понад 20 бійців, серед яких ще троє грузинів. У бою загинув солдат Дмитро Фурдик — поцілив снайпер, коли він витягав пораненого вояка під обстрілом.
У Сухіашвілі в Грузії залишилися дружина та двоє малолітніх дітей. Після прощання із захисником України в Києві на Майдані Незалежності, його тіло вивезли до Тбілісі. Похований у селі Цхрамуха.

## Нагороди та вшанування
- Указом Президента України № 109/2015 від 26 лютого 2015 року, «за особисту мужність і високий професіоналізм, виявлені у захисті державного суверенітету та територіальної цілісності України, вірність військовій присязі», нагороджений орденом «За мужність» III ступеня (посмертно)[1].
- 30 січня 2015 року нагороджений медаллю «За жертовність і любов до України» (посмертно).
- Нагороджений нагрудним знаком «За оборону Донецького аеропорту» (посмертно).
- Вшановується в меморіальному комплексі «Зала пам'яті», в щоденному ранковому церемоніалі 17 січня[2][3].